# Szúcs
Szúcs község Heves vármegye Egri járásában.

## Fekvése
A Mátra és a Bükk-vidék között, egy kis völgyben található.
A közvetlenül határos települések: észak felől Bekölce, kelet felől Egercsehi, délkelet felől Egerbocs, délnyugat felől Fedémes, nyugat felől Tarnalelesz, északnyugat felől pedig Szentdomonkos.

### Megközelítése
Legfontosabb közúti megközelítési útvonala a 25-ös főút, amely a központján is végighúzódik, illetve az attól több kilométerre északnyugatra elhelyezkedő, Bányatelep nevű különálló településrészét is érinti; ez köti össze Egercsehivel, illetve nyugati-északnyugati szomszédaival is. Egerboccsal a 2414-es út köti össze; Bekölcével és Fedémessel nincs közvetlen közúti kapcsolata.

## Története
Szúcs nevét 1349-ben említette először oklevél, mint Bellyényi Laczk fia István birtokát, aki a birtokot a Bél nemzetségbeli Bökény fia Tamásnak adta zálogba 12 aranyforintért.
Az 1546-ban több nemes család birtoka volt, és az ez évi adóösszeírásba 6 portát vettek itt fel, majd 1552-ben 4, 1554-ben 3, 1564-ben szintén 3 portát számoltak itt össze.
1589–1590-ben az egri vár fenntartására szolgáltatta be a főpapi tizedet, az 1635. évi összeírásban 1, 1647-ben szintén 1, 1686-ban fél portát írtak össze itt.
1693-ban Pap László birtoka volt, akinek itt 3 jobbágya és serfőzdéje is volt, kívüle még Gosztony István és Gyürky István is birtokos volt itt.
1741-ben a gróf Keglevich család és Berthóthy István birtoka, a 19. század első felében Draskóczy Sámuelnek volt itt földesúri joga, később a Lipthay család volt birtokosa.
1910-ben 759 lakosából 610 magyar, 66 német, 26 szlovák volt. Ebből 662 római katolikus, 35 református, 20 evangélikus volt.
A 20. század elején Heves vármegye Pétervásári járásához tartozott.

## Közélete

### Polgármesterei
- 1990–1994: Bóta János (MDF)[3]
- 1994–1998: Szűcs László (független)[4]
- 1998–2001: Szűcs László (független)[5]
- 2001–2002: Egyed Zsigmond (független)[6][7]
- 2002–2006: Egyed Zsigmond (független)[8]
- 2006–2010: Egyed Zsigmond (független)[9]
- 2010–2014: Egyed Zsigmond (független)[10]
- 2014–2015: Egyed Zsigmond (független)[11]
- 2015–2016: Kökény Béla (független)[12][13]
- 2016–2018: Ország József (független)[14][15]
- 2018–2019: Egyed Zsigmond (független)[16]
- 2019–2024: Egyed Zsigmond (független)[17]
- 2024– : Egyed Zsigmond (független)[1]

A településen 2001. május 13-án időközi polgármester-választást tartottak, mert az előző faluvezetőnek – még tisztázást igénylő okból – megszűnt a polgármesteri tisztsége.
Szúcson a 2002. október 20-án megtartott önkormányzati választás érdekessége volt, hogy az országos átlagot jóval meghaladó számú, összesen 7 polgármesterjelölt indult. Ilyen nagy számú jelöltre abban az évben az egész országban csak 24 település lakói szavazhattak, ennél több (8 vagy 10) aspiránsra pedig hét másik településen volt példa.
A 2014–2019 közti ciklusban három időközi polgármester-választást is kellett tartani Szúcson, előbb 2015. május 31-én, majd alig másfél évvel később, 2016. október 2-án, végül 2018. május 13-án, mindhárom esetben a hivatalban lévő faluvezető lemondása miatt. A korábban több választáson is győztes Egyed Zsigmond – nem meglepő módon – sem az első, sem a második időközi választáson sem indult el, annál inkább érdekes, hogy 2018-ban úgy döntött, megpróbálkozik a visszatéréssel és a lakosság bizalmat is szavazott neki. Szintén érdekesség, hogy a 2015–2016 között alig egy évig regnáló Kökény Béla, akkori lemondása dacára 2019-ben újból elindult a polgármesteri posztért.

## Népesség
A település népességének változása:
| Lakosok száma | 442  | 444  | 424  | 352  | 362  | 360  | 351  |
|               | 2013 | 2014 | 2015 | 2021 | 2022 | 2023 | 2024 |

2001-ben a település lakosságának 89%-a magyar, 11%-a cigány nemzetiségűnek vallotta magát.
A 2011-es népszámlálás során a lakosok 84,6%-a magyarnak, 25,9% cigánynak, 0,3% németnek, 0,3% ukránnak mondta magát (15,4% nem nyilatkozott; a kettős identitások miatt a végösszeg nagyobb lehet 100%-nál). A vallási megoszlás a következő volt: római katolikus 56,9%, református 2%, görögkatolikus 0,3%, felekezeten kívüli 12,3% (25,7% nem nyilatkozott).
2022-ben a lakosság 88,4%-a vallotta magát magyarnak, 28,7% cigánynak, 0,6% németnek, 0,3% bolgárnak, 1,1% egyéb, nem hazai nemzetiségűnek (11,6% nem nyilatkozott; a kettős identitások miatt a végösszeg nagyobb lehet 100%-nál). Vallásuk szerint 28,5% volt római katolikus, 1,4% református, 0,3% görög katolikus, 5,5% egyéb keresztény, 0,3% egyéb katolikus, 14,4% felekezeten kívüli (49,7% nem válaszolt).

## Nevezetességei
- Római katolikus temploma